# Krasniqi
Krasniqi  is een Albaneestalige achternaam. Krasniqi is de meest voorkomende achternaam in Kosovo, met 58.199 personen (in 2011) oftewel 3,35% van de Kosovaarse bevolking.
In Albanië werden 2.292 personen met deze achternaam geregistreerd, oftewel 0,08% van de Albanese bevolking.

## Bekende naamdragers
- Luan Krasniqi (1971), Duitse bokser
- Distria Krasniqi (1995), Kosovaars judoka
- Laurit Krasniqi (2001), Belgisch voetballer